# Gerardo Martino
Gerardo Daniel "Tata" Martino (Rosário, 20 de novembro de 1962) é um treinador e ex-futebolista argentino que atuava como meio-campista. Atualmente está sem clube.

## Carreira como jogador
Como jogador, atuou como meia e esteve a maior parte da carreira no Newell's Old Boys, com breves passagens pelo espanhol Tenerife, o argentino Lanús e o equatoriano Barcelona de Guayaquil.

## Carreira como treinador

### Início
Iniciou como treinador em 1998 e destacou-se trabalhando no Paraguai, nas equipes do Cerro Porteño e principalmente do Libertad.

### Seleção Paraguaia
Martino assumiu como treinador da Seleção Paraguaia em fevereiro de 2007, substituindo o uruguaio Aníbal Ruiz. Levou a Seleção a sua melhor colocação na Copa do Mundo FIFA de 2010, quando chegou até as quartas de final. Após a eliminação, renovou com a Asociación Paraguaya de Fútbol e ficou mais um ano a frente da Seleção. Levou o Paraguai até a final da Copa América de 2011, quando foi derrotado pela Seleção Uruguaia e deixou o cargo em seguida.

### Newell's Old Boys
Gerardo Martino acertou com o Newell's Old Boys em dezembro de 2011, clube onde começou a carreira de jogador. Na equipe, sagrou-se campeão argentino do Torneio Final 2013 e levou o time até a semifinal da Copa Libertadores da América de 2013, sendo derrotado pelo Atlético Mineiro na disputa por pênaltis.

### Barcelona

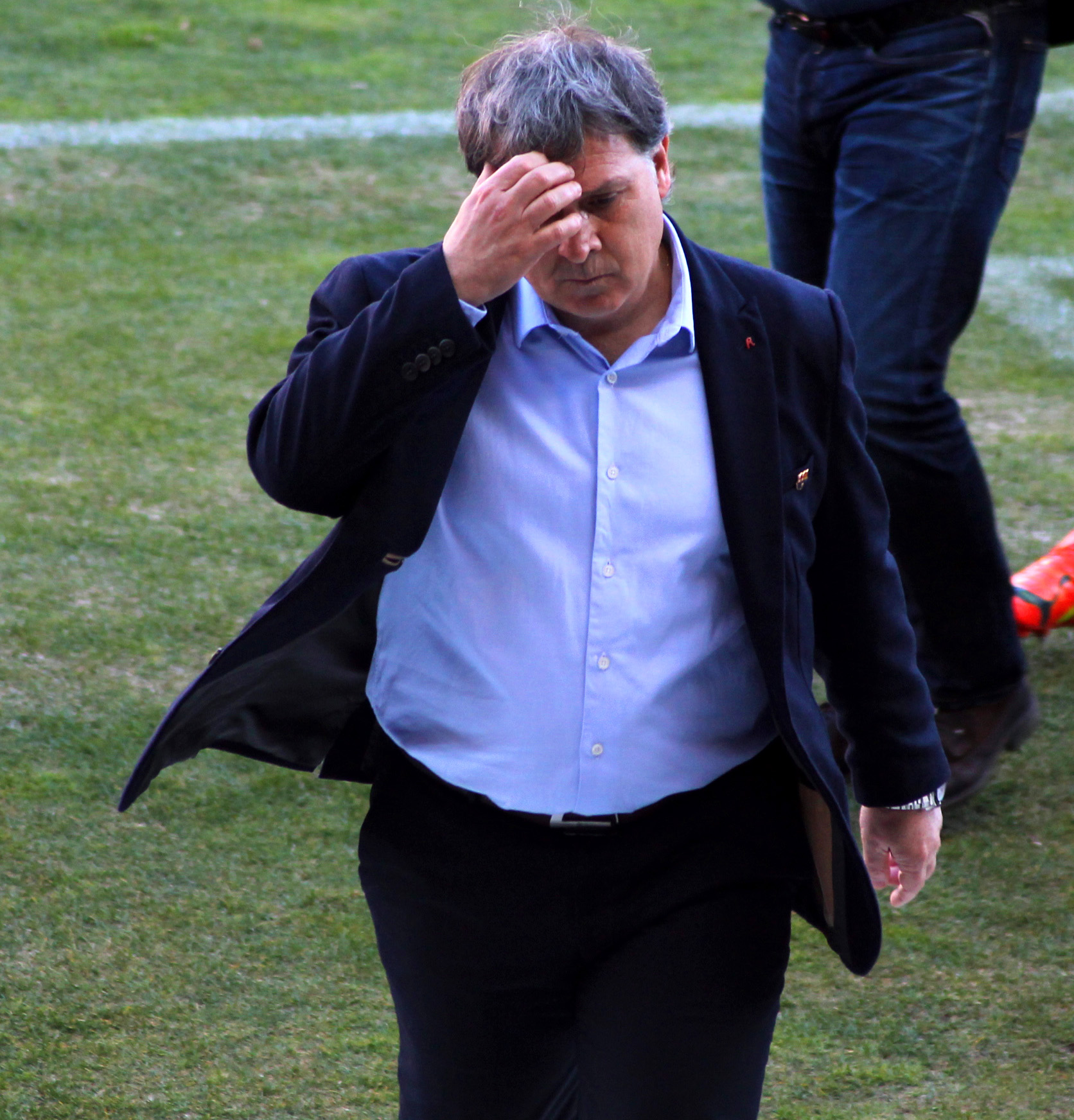
Martino no Barcelona em 2014

Foi anunciado oficialmente como treinador do Barcelona no dia 23 de julho de 2013, assinando contrato por duas temporadas. No início da temporada, venceu a Supercopa da Espanha. A equipe venceu as oito partidas iniciais da La Liga, ficando a um jogo de igualar o recorde do Real Madrid na temporada 1967–68. Foi vice-campeão da Copa do Rei, mas foi eliminado nas quartas-de-final da Liga dos Campeões pelo Atlético de Madrid. Manteve a liderança isolada no Campeonato Espanhol até a 25ª rodada, mas continuou na disputa até a última rodada. Quando necessitava da vitória para obter o título, empatou no Camp Nou contra o Atlético de Madrid e os Colchoneros sagraram-se campeões. Logo após esta partida, no dia 17 de maio, Martino anunciou que não seria mais treinador do Barcelona, em comum acordo com o clube.

### Seleção Argentina
Em agosto de 2014 substituiu Alejandro Sabella como novo técnico da Seleção Argentina.
Em duas competições oficiais que disputou com a Argentina, sagrou-se vice-campeão em ambas: na Copa América de 2015 e na Copa América Centenário, perdendo na disputa por pênaltis para o Chile.
No dia 5 de julho de 2016, renunciou do cargo de treinador da Argentina sob a justificativa de falta de clareza na designação de novas autoridades da Associação Argentina de Futebol e os graves inconvenientes para formar a equipe que representaria o país nos Jogos Olímpicos.

### Atlanta United
Em setembro de 2016 assumiu o Atlanta United. No clube norte-americano, sagrou-se campeão da Major League Soccer de 2018.

### Seleção Mexicana
Após rescindir com o Atlanta, Martino foi anunciado como novo treinador da Seleção Mexicana no dia 7 de janeiro de 2019, rumo à Copa do Mundo FIFA de 2022, no Catar. Estreou na competição com o México no dia 22 de novembro, no empate em 0–0 com a Polônia, válido pela primeira rodada do Grupo C.

### Inter Miami
Foi anunciado pelo Inter Miami, dos Estados Unidos, no dia 28 de junho de 2023. O treinador estava livre no mercado desde que deixou a Seleção Mexicana depois da Copa do Mundo, em que a equipe foi eliminada ainda na primeira fase. Conquistou o primeiro título da história do clube no dia 19 de agosto, ao sagrar-se campeão da Copa das Ligas. Na final, o Inter Miami empatou em 1–1 com o Nashville, mas venceu por 10–9 na disputa por pênaltis.
Em 2024, Martino conquistou a Supporters' Shield pelo time norte-americano, mas após a eliminação na Major League Soccer, decidiu deixar o clube.

## Estilo de jogo
Tata Martino sofreu grande influência Marcelo Bielsa, seu treinador no Newell's durante os tempos de jogador. Desenvolveu um estilo pragmático, com sólida defesa nas suas equipes. Também é adepto do sistema tiki-taka.

## Títulos

### Como jogador
Newell's Old Boys
- Campeonato Argentino: 1987–88, 1990–91 e 1992 (Clausura)

### Como treinador
Libertad
- Campeonato Paraguaio: 2002, 2003 e 2006

Cerro Porteño
- Campeonato Paraguaio: 2004

Newell's Old Boys
- Campeonato Argentino de Futebol - Torneio Final 2013

Barcelona
- Troféu Joan Gamper: 2013
- Supercopa da Espanha: 2013

Atlanta United
- Major League Soccer: 2018

Inter Miami
- Copa das Ligas: 2023
- MLS Supporters' Shield: 2024

México
- Copa Ouro da CONCACAF: 2019